# Elogio dell'Ombra
Elogio dell'ombra è una raccolta di poesie di Jorge Luis Borges pubblicata in volume nel 1969. 

## Trama
Alla poesia metafisica e intellettuale che vede Borges impegnato con nomi e simboli della cultura, da Eraclito a Joyce, si alterna e mescola quella che nasce da un'ispirazione affettiva quasi privata. La sua pagina - ricca, varia, animata - si integra con una sorta di racconto autobiografico, in cui Borges svela la propria infanzia, la propria adolescenza, la formazione culturale, le letture preferite.

## Edizioni italiane
- Elogio dell'ombra. Seguito da un Abbozzo di autobiografia, a cura di Norman Thomas Di Giovanni. Versione con testo a fronte di Francesco Tentori Montalto, Collana Letteratura n.18, Torino, Einaudi, 1971.
- Elogio dell'ombra, a cura di Tommaso Scarano, Collana Biblioteca n.677, Milano, Adelphi, 2017, ISBN 978-88-459-3230-4.